# Sint-Nicolaaskerk (Aabenraa)
De Sint Nicolaaskerk is een Evangelisch-Lutherse Kerk in het Deense Aabenraa. Tot en met 1905 was het de enige kerk in deze gemeente.

## Bouwbeschrijving
Het bakstenen gebouw ligt op het hoogste punt bij de oudste woonkern van de stad. Rond het jaar 1250 werd met de bouw begonnen. Het langwerpige gebouw is voor een stadskerk ongewoon laag en wekt de indruk van een eenbeukige zaalkerk. Nog in de middeleeuwen werden een noord- en zuidvleugel aangebouwd, waardoor het een kruiskerk werd. 
De kerk heeft nooit een toren gehad, evenmin als de gelijksoortige kerk in Eckernförde. Wel staat boven de viering een hoge dakruiter, die het stadsbeeld beheerst. Deze werd in de jaren 1960 naar historische voorbeelden gereconstrueerd, nadat de uit 1908 daterende bakstenen toren met trapgevels bouwvallig was geworden.

## Kerkhof
Het kerkhof werd in de 19e eeuw ongeveer 500 meter naar het westen verplaatst. Het oude kerkhof is nu een grasveld. Voor de zuidelijke hoofdingang van de kerk staat een grote witte paardekastanje. Voor de zuidelijke koormuur staat een monument voor de slachtoffers van de Eerste Wereldoorlog uit de gemeente.

## Gemeente
Oorspronkelijk omvatte de kerkelijke gemeente zowel de stad als het dunbevolkte kerspel. Deze geraakte in de jaren 1875-1910 besloten in de stad. In 1905 kwam er in het noorden van de stad een kerk van de Deense Vrije gemeente met de naam St. Jürgen, naar een vroeger hospitaal. In de jaren 1970 kreeg ook de nieuwe slaapstad Høje Kolstrup een eigen moderne kerk.
De Nikolaaskerk is de evangelisch-lutherse kerk voor het grootste deel van de stad. Er worden ook regelmatig Duitstalige diensten gehouden.

## Inrichting

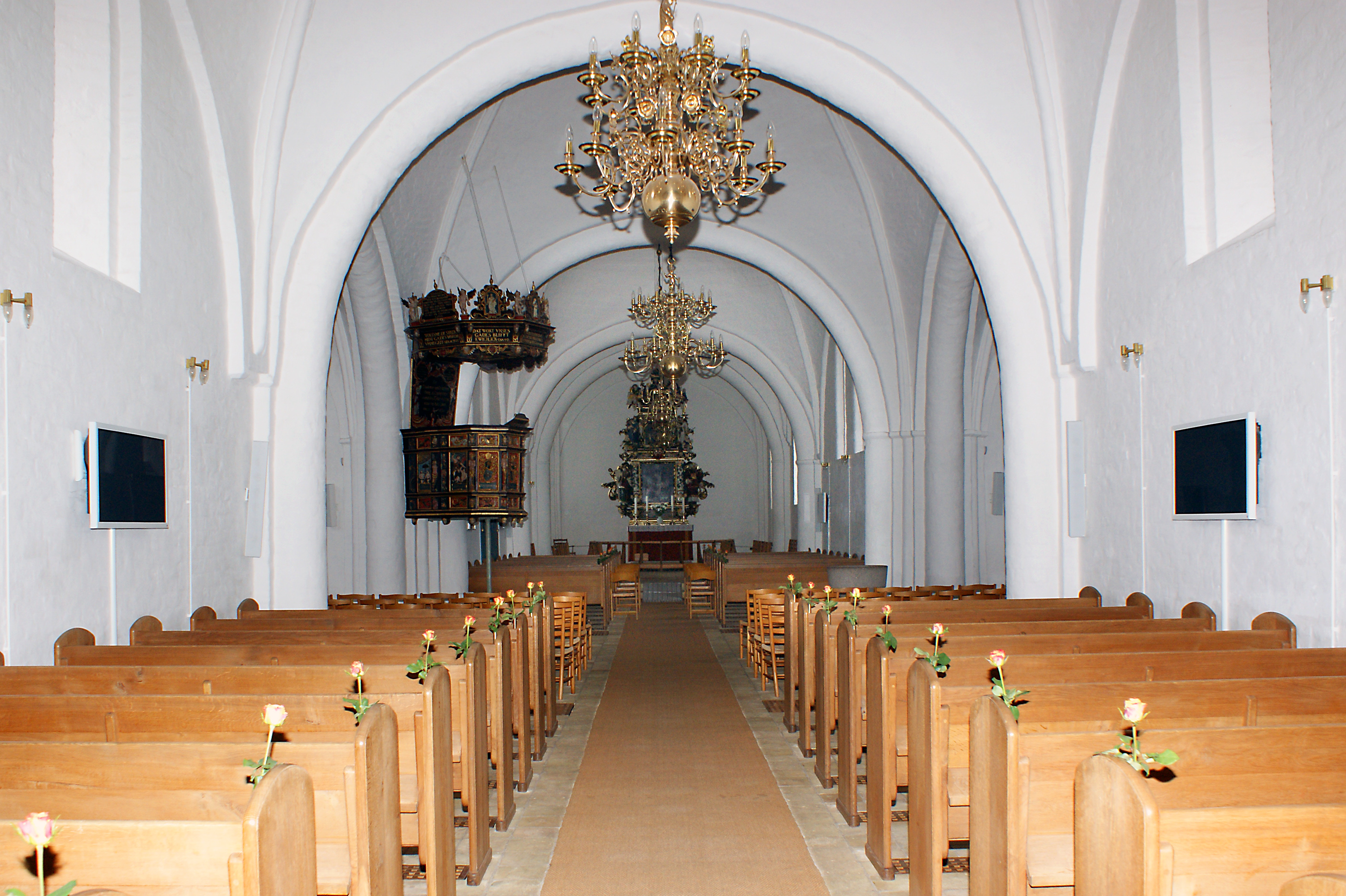
Middenschip met kroonluchters, kansel en hoogaltaar

Tot de opmerkelijkste objecten behoren de vele epitafen uit de 17e en 18e eeuw, en de kroonluchters van messing (17e eeuw), die boven het middenschip hangen. 
Verdere inrichting:
- Barokke altaar met retabel uit 1758 en twee panelen (Passion Christi) uit 1642 (1956 gerestaureerd)
- Doopvont uit graniet (1956) op laat-Romaanse sokkel met dierfiguren
- Kansel met laat-gotische versierselen (1565)
- Scheepsmodel in de noordzijbeuk (fregat met monogram van koning Frederik V van Denemarken (18e eeuw))
- Achthoekige aalmoezenkast uit de 16e eeuw
- Drie kelken uit 1466, 1740 en 1751.
- Twee hostiehouders uit 1714 en 1716.

## Orgel

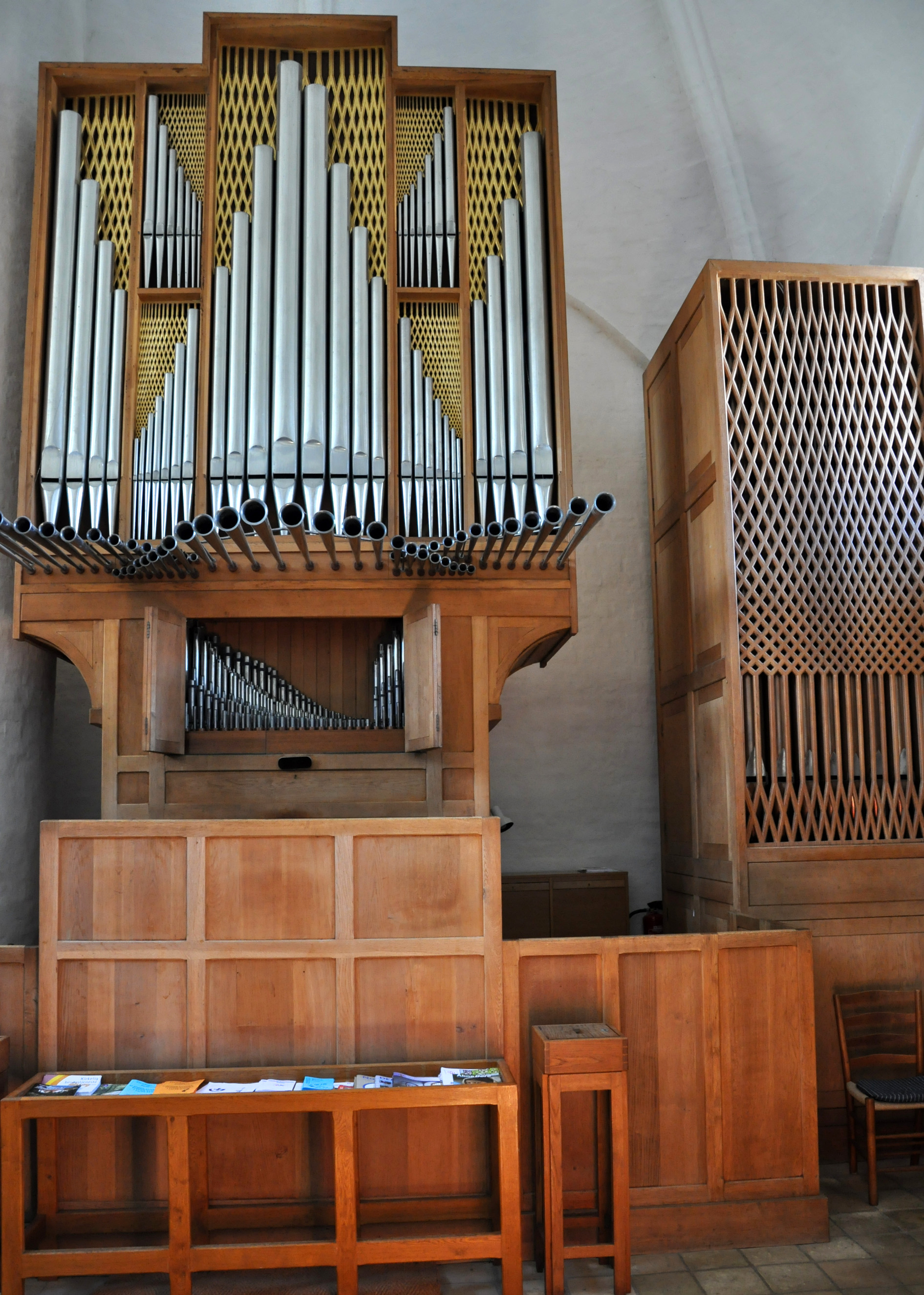

Het orgel werd in 1956 door de plaatselijke orgelbouwer Marcussen & Søn gebouwd. Het beschikt over 31 registers en 2.052 pijpen op drie klavieren en pedalen. De tractuur is mechanisch.

## Afbeeldingen

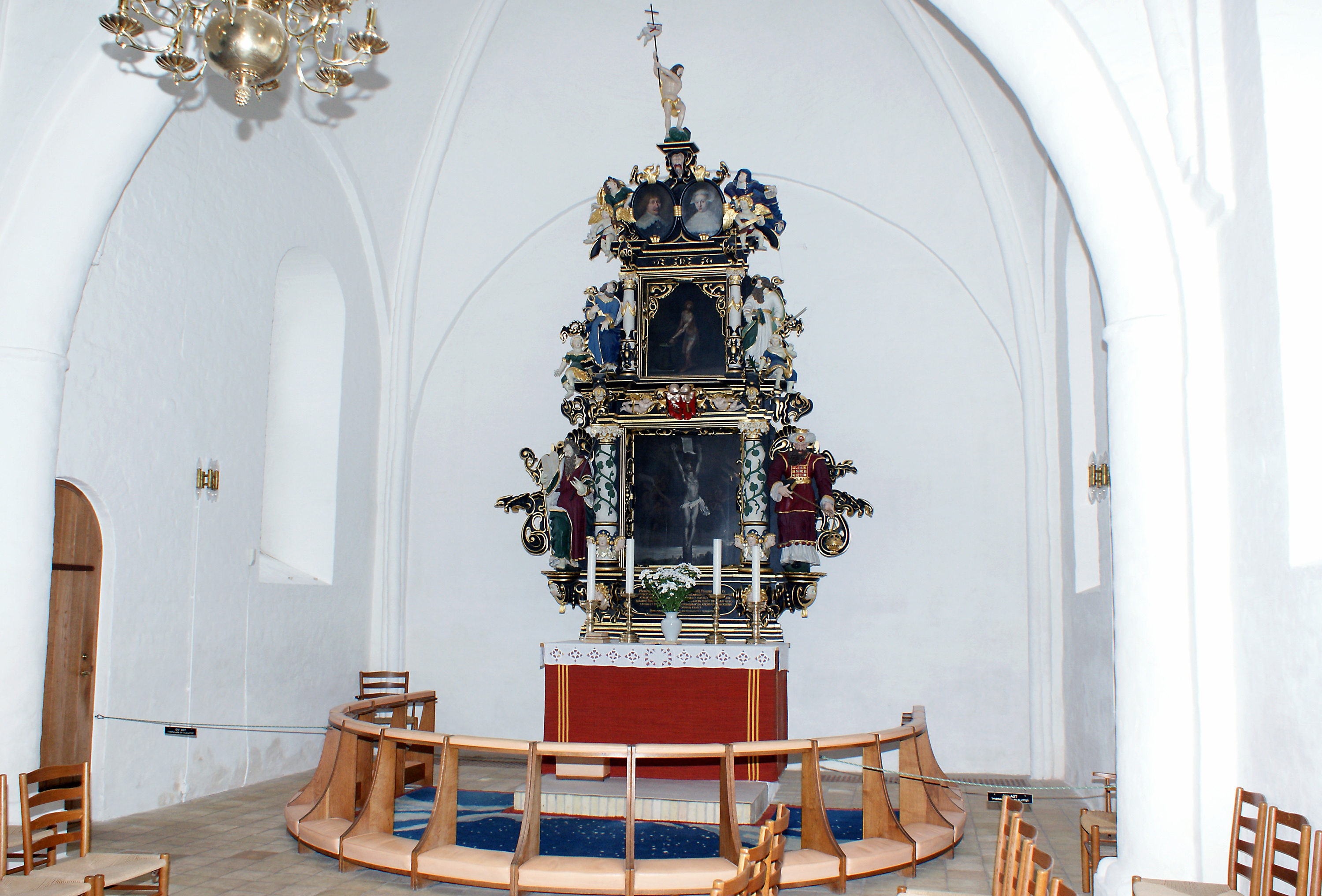
Altaar
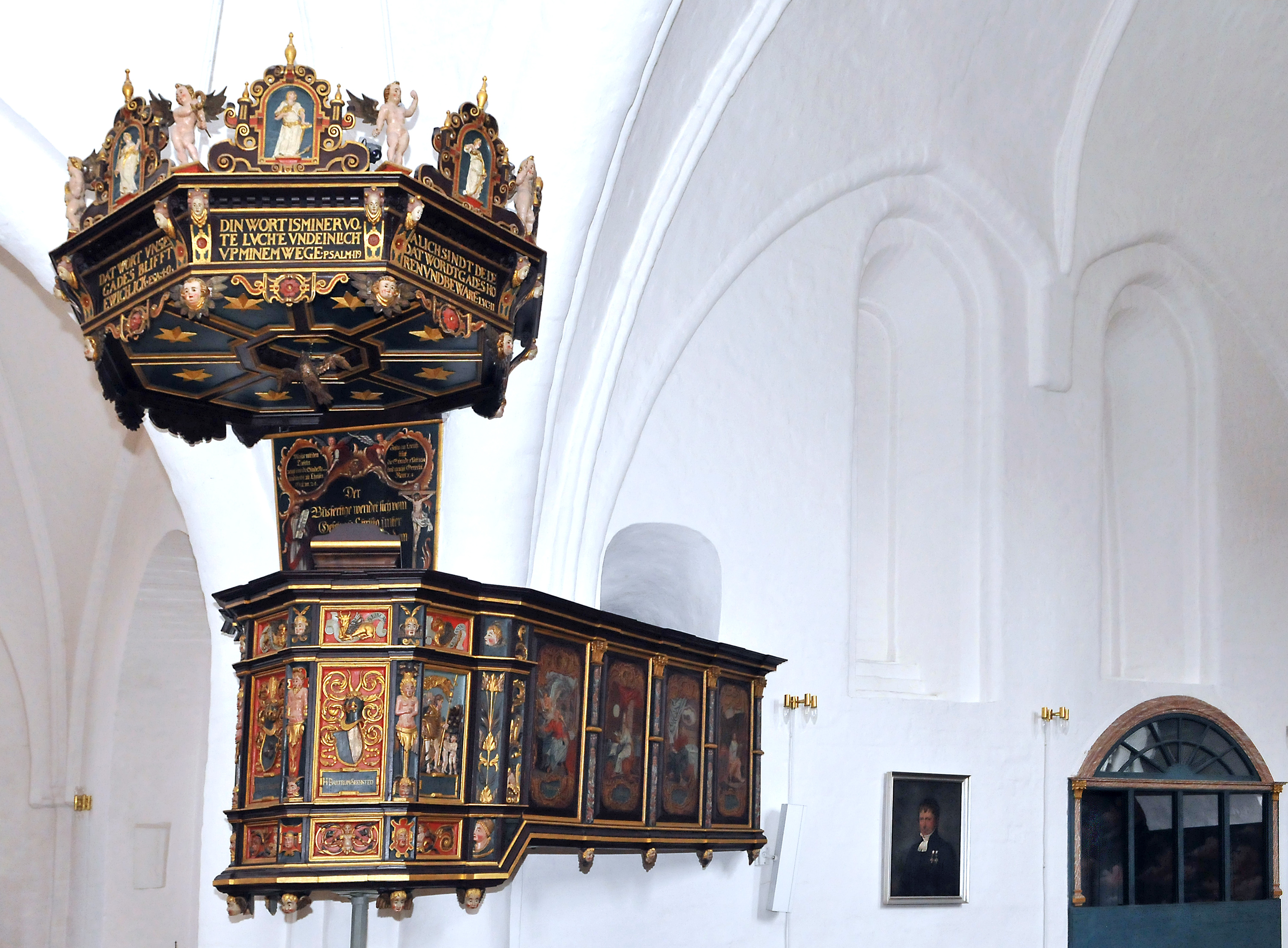
Kansel
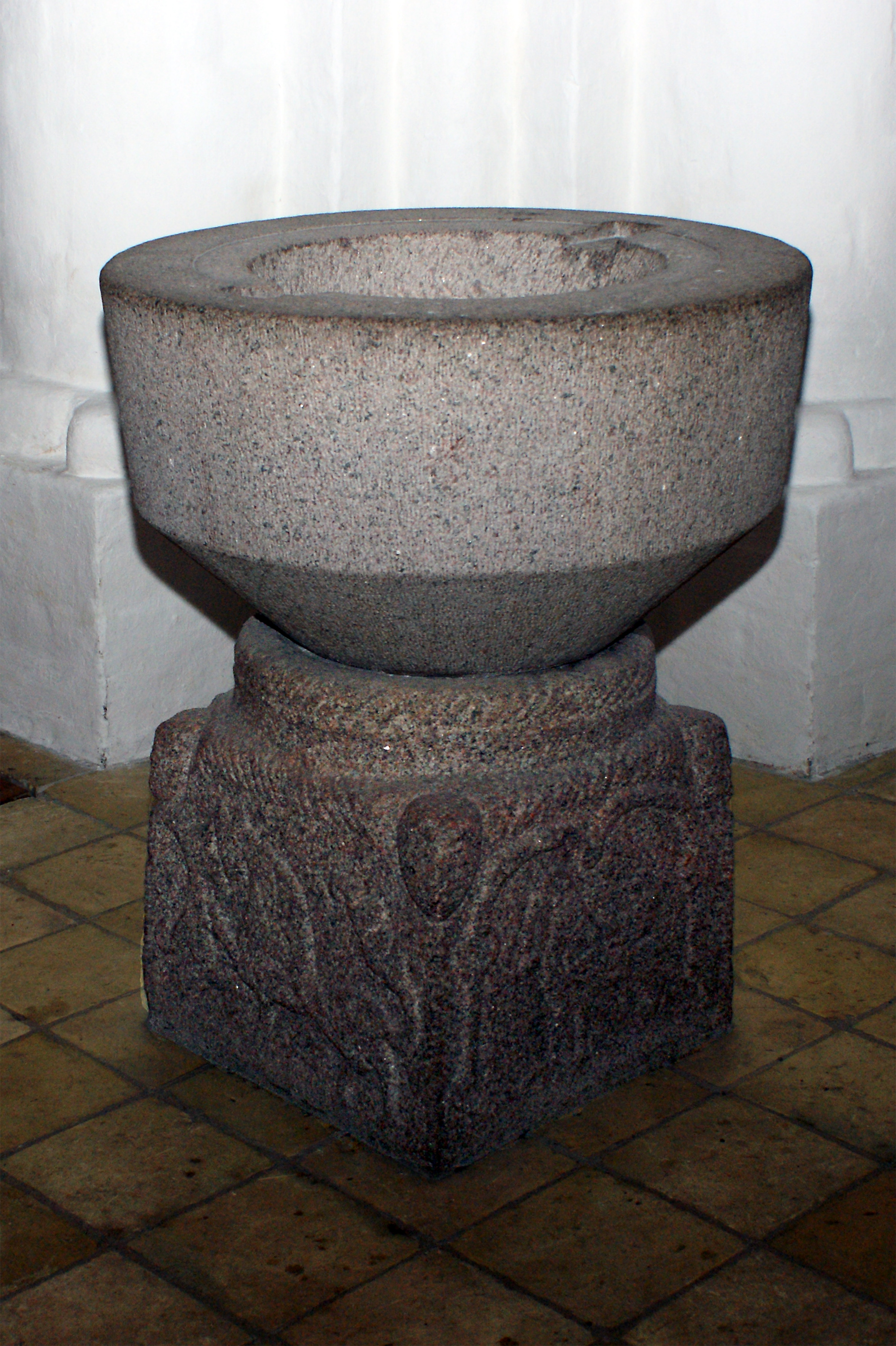
Doopvont
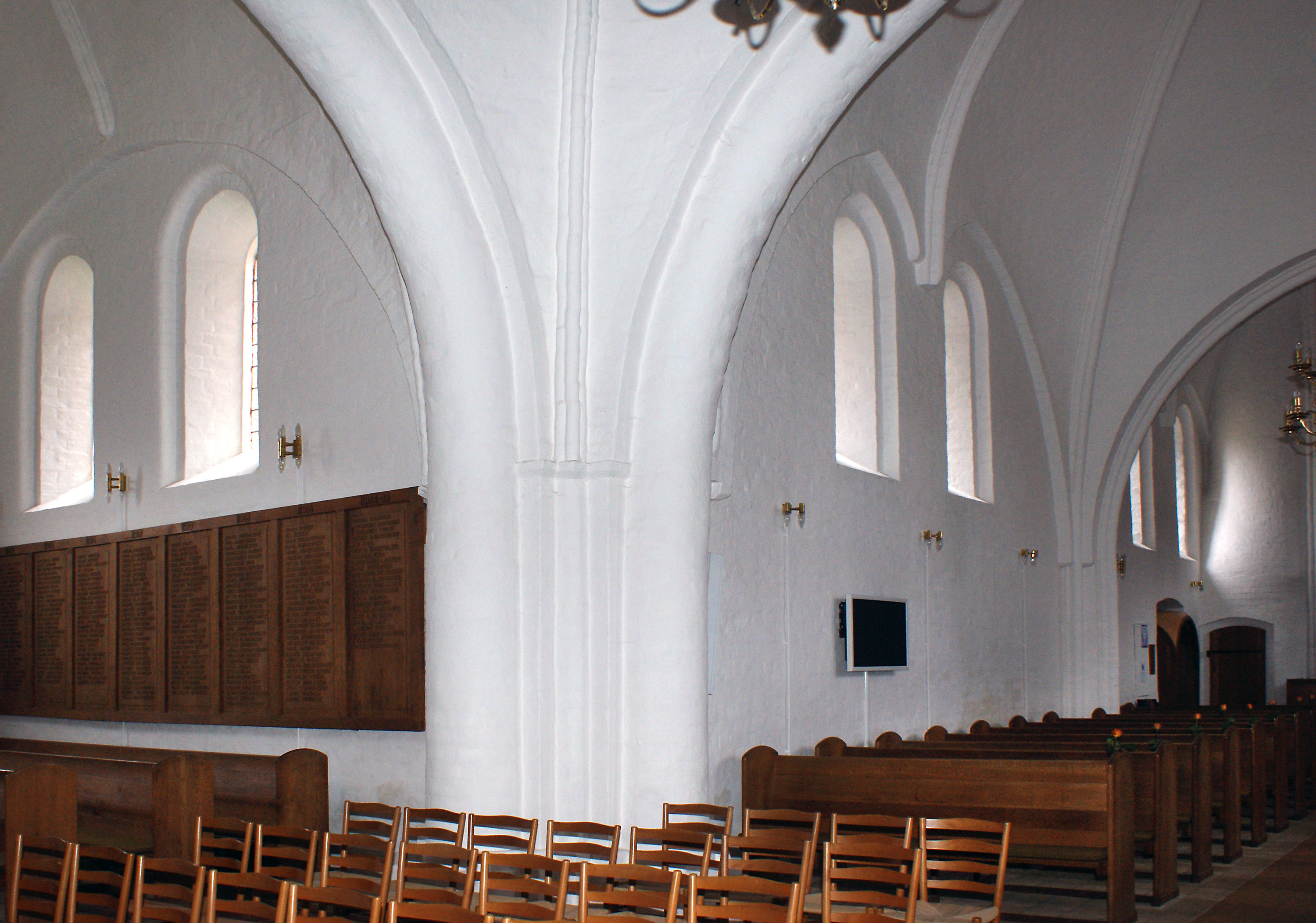
Kruising